# Gymnopholus piorae
Gymnopholus piorae  (лат.) — вид мелких жуков-долгоносиков  рода Gymnopholus из подсемейства Entiminae семейства Curculionidae (Eupholini, Coleoptera). Эндемик острова Новая Гвинея.

## Распространение
Встречаются на острове Новая Гвинея на высотах выше 2800 м (Mt Piora).

## Описание
Среднего размера нелетающие жуки-долгоносики. Длина тела около 2 см. Чёрные. Прототракс слегка длиннее своей ширины, выпуклый с боков. Ноги длинные. Скутеллюм суженный постбазально и расширенный преапикально. Характерны для тропических влажных и горных лесов. Взрослые жуки питаются листьями молодых деревьев. На надкрыльях отмечены симбиотические грибы. Близок к виду Gymnopholus reticulatus, отличается менее округлыми выступами-туберкулами пронотума и 14 килевидными морщинками на надкрыльях.

## Систематика
Вид был впервые описан в 1977 году и включён в состав подрода Symbiopholus Gressitt, 1966 американским энтомологом Линсли Гресситтом (J. Linsley Gressitt; Гонолулу, Гавайи, США; 1914—1982) и назван по имени горы Piora, где найдена типовая серия. Большинство авторов включают вид Gymnopholus piorae в трибу Eupholini (в составе подсемейства Entiminae).